# Román Bordell Rosell
Román Bordell Rosell (Vilanova de Segriá (Lérida), 7 de agosto de 1928 - 26 de junio de 2008) es un jugador de ajedrez español.

## Resultados destacados en competición
Fue una vez subcampeón de España, en 1952 por detrás del maestro internacional Antonio Medina García. Fue tres veces Campeón de Cataluña de ajedrez, en los años 1948, 1953 y 1964, y resultó subcampeón en una ocasión, en el año 1952.
Participó representando a España en la Copa Clare Benedict en el año 1964 en Lenzerheide.